# روست (نروژ)
روست (به لاتین: Røst) یک بخشداری در نروژ است که در شهرستان لوفوتن در استان نوردلند واقع شده‌است.
مرکز بخش روست، روستای روست‌لاندت است.

## خصوصیات
روست ۱۰٫۴۶ کیلومترمربع مساحت و ۶۰۵ نفر جمعیت دارد.

## خواهرخوانده
شهر ساندریگو شهر خواهرخواندهٔ روست است.